# آنتونی اسلتری
 آنتونی اسلتری (به انگلیسی: Tony Slattery؛ زادهٔ ۹ نوامبر ۱۹۵۹ – درگذشتهٔ ۱۴ ژانویهٔ ۲۰۲۵) یک بازیگر اهل بریتانیا بود. وی از سال ۱۹۸۲ میلادی تا پایان عمر مشغول فعالیت بود.
از جمله فیلم‌ها یا برنامه‌های تلویزیونی که وی در آن‌ها نقش داشته‌است، می‌توان به دوستان پیتر اشاره کرد.